# Zebak
Zebak oder Zibak (Paschtu/Dari: زیباک) ist ein Distrikt in der afghanischen Provinz Badachschan, benannt nach dem Hauptort des Distrikts Zebak. Die Einwohnerzahl beträgt 9210 (Stand: 2022).
Der Distrikt grenzt im Norden an die badachschanischen Distrikte Jurm, Tergeran und Ischkaschim, im Osten an den badachschanischen Distrikt Wakhan und an Pakistan, im Süden an den badachschanischen Distrikt Kuran va Munjan und im Westen an den badachschanischen Distrikt Yamgan.